# Niuafo'ou

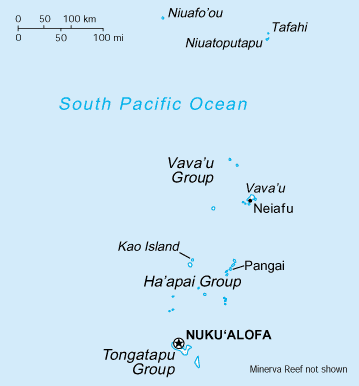
Lägeskarta, Niuafo'ou längst upp till vänster

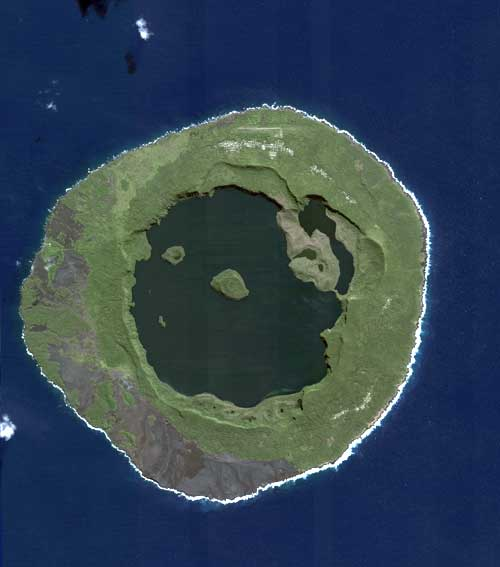
Niuafo'ou

Niuafo'ou, ofta även kallad Tin Can Island (tonganska motu ʻo Niuafoʻou) är en ö i ögruppen Niuas som tillhör Tonga.

## Geografi
Niuafo'ou ligger ca 180 kilometer nordväst om huvudön Niuatoputapu och ca 640 km norr om Tongatapu och är den största ön i ögruppen.
Ön är av vulkaniskt ursprung och har en sammanlagd areal om cirka 50,27 km² där stora delar dock utgörs av de två insjöarna Vai Lahi (Stora sjön) på ca 13,6 km² och Vai Mata'aho (Mataahosjön) på ca 0,81 km².
I Vai Lahi finns 4 mindre öar Motu Lahi, Motu Si'i, Motu Molemole och Motu A'ali.
Den högsta höjden är vulkantoppen på ca 205 meter över havet.
Befolkningen uppgår till ca 650 invånare (1) där de flesta bor i huvudorten Angaha på öns norra del. Övriga byar är Fataulua, Mua, Tongamamao och Petani. Förvaltningsmässigt utgör ön en del i distriktet Niuas division (2).
Öns lilla flygplats Kuini Lavenia (flygplatskod "NFO") ligger på den norra delen och har kapacitet för lokalt flyg. Det finns ingen riktig hamn på ön utan endast en betongramp nära den förstörda byn Futu på den västra delen där småbåtar kan lastas.

## Historia
Tongaöarna beboddes av polynesier sedan 2000-talet f.kr. under Lapitakulturen.
Den nederländske upptäcktsresanden Willem Corneliszoon Schouten och Jacob Le Maire blev i maj 1616 de första européerna att besöka Niuafo'ou. Då namngavs ön Goede Hoop Eylandt.
Den aktiva vulkanen på Niuafo'ou har haft en rad utbrott i modern tid. 1853 förstördes byn 'Ahau på den sydvästra delen under ett utbrott och 1929 förstördes byn Futu på den nordvästra delen. 
I december 1946 evakuerades hela befolkningen till Eua inför ett utbrott, dessa återvände först 1958. Det senaste utbrottet ägde rum 1985.
Namnet Tin Can Island (Konservburksön) härstammar från tiden då all post till och från ön packades i vattentäta behållare och kastades i havet från fartygen. Behållarna togs sedan iland av simmare. Denna hantering pågick ända fram till 1983 och även idag sköts mycket av transporten till och från ön på detta sätt. Fartyg ankrar ca 150 m från kusten vid en plattform och via en repstege tas förnödenheter och besökare till plattformen för att sedan åka iland i småbåtar.
Den 11 maj 1983 gav ön ut sina första egna frimärken.
Den finlandssvenska författaren Eirik Hornborg besökte ön i juli 1912, och skrev en novell om de simmande brevbärarna som dock utgavs först 1943 i novellsamlingen "Den vite mannens börda". I novellsamlingens efterord skriver han att han ändrat namnet på ön från Niuafu till Vailoa för att inte anklagas för att ha plagierat postmästare Charles Stuart Ramsays bok "Simmande brevbärare - äventyr i Söderhavet", som utkom på svenska 1942.